# 松平信庸 (篠山藩主)
松平 信庸（まつだいら のぶつね）は、江戸時代前期から中期にかけての大名・老中。丹波国篠山藩の第4代藩主。官位は従四位下侍従。形原松平家10代当主。

## 生涯
第2代藩主・松平典信の3男として誕生。兄で第3代藩主の信利が病弱で子がなく死去したため、兄の養嗣子となり、延宝5年（1677年）2月、12歳で家督を相続する。隠居中の祖父・康信が後見役を務めた。
万尾時春（算術・経済学者）、松崎蘭谷（古義学・伊藤仁斎の高弟）を藩に招聘して藩学の基礎を確立する一方、儒者の奈良由繹、太田資置をして『篠山領地誌』を編纂した。
藩財政は思わしくなく、元禄16年（1703年）に洪水、宝永6年（1709年）には干魃、正徳5年（1715年）には再び洪水と、災害が相次ぎ、百姓一揆も起こっている。
幕府では奥詰（将軍の近習）を経て、京都所司代に抜擢され、在任中、京都の大火復興、中御門天皇践祚の儀になどに携わる。その後老中にのぼったが、正徳5年（1715年）頃から病気がちとなり在任1年半で辞任する。
酒井忠清の娘を正室としたため、綱吉政権時代には辛い立場だった。京都所司代時代の宝永2年（1705年）に、義兄で大留守居役の酒井忠挙が将軍名代として上洛し、信庸が領地からの収入では任務を果たすのが厳しいことを目の当たりにした。後に忠挙は吉宗の政治顧問的存在としてたびたび政策立案に関与したときに、信庸が少ない領地で大任を果たす苦労を提言した。吉宗は忠挙の提案を受け入れ、享保の改革では足高の制を施行した。

## 経歴
- 1666年（寛文6年） ：生まれる（6月1日）
- 1676年（延宝4年） ：兄の養嗣子となり、政信と改名（11月19日）
- 1677年（延宝5年） ：形原松平家相続（2月6日）
- 1680年（延宝8年） ：信慈と改名（8月18日）
- 1693年（元禄6年） ：信庸と改名（6月21日）
- 1694年（元禄7年） ：奥詰
- 1697年（元禄10年）：京都所司代、従四位下侍従（4月19日）
- 1714年（正徳4年） ：老中（9月6日）
- 1716年（享保元年）：老中辞任（3月5日）、帝鑑間詰
- 1717年（享保2年） ：死去（5月10日）、享年52

## 官位位階
- 1680年（延宝8年） ：従五位下豊前守（8月18日）
- 1693年（元禄6年） ：紀伊守（6月21日）
- 1697年（元禄10年）：従四位下侍従（4月19日）

## 系譜
- 父：松平典信（1629-1673）
- 母：専称院 - 板倉重宗娘
- 養父：松平信利（1659-1677）
- 正室：彦姫 - 酒井忠清娘
  - 長男：松平信岑（1696-1763）
- 継室：菊姫 - 前田利明娘
- 生母不明の子女
  - 次男：松平庸倫
  - 三男：松平庸親
  - 四男：戸田種辰
  - 六男：松平信嵩（1710-1731） - 松平信治の養子
  - 女子：秀子 - 南部広信正室
  - 女子：芳 - 永井直陳正室
  - 女子：種子 - 法林院、三宅康高継室

## 関連作品
テレビドラマ
- 大忠臣蔵 第18話「分裂」、第35話「琴をひく女」（1971年、NET  演：佐藤慶）